# Ajvazovskogo
Ajvazovskogo o isola di Ajvazovskij (in russo остров Айвазовского) è un'isola russa che fa parte dell'arcipelago delle isole Curili meridionali ed è situata nell'oceano Pacifico. L'isola è nella piccola catena delle Curili (Малая Курильская гряда) ed è situata lungo la costa sud-orientale dell'isola di Šikotan. Amministrativamente fa parte del Južno-Kuril'skij rajon dell'oblast' di Sachalin, nel Circondario federale dell'Estremo Oriente.
L'isola porta il nome dell'artista russo di origine armena Ivan Konstantinovič Ajvazovskij.

## Geografia
Ajvazovskogo si trova all'ingresso della baia Cerkovnoj (бухта Церковной) detta anche baia Ajvazovskogo (бухта Айвазовского), a soli 200 m da Šikotan; a nord-est si trova l'isola Devjatyj Val. La costa sud-orientale dell'isola è alta, rocciosa, ripida e molto frastagliata. Al centro, tra le coste nord-est e sud-ovest dell'isola ci sono spiagge sabbiose.
Non ci sono colonie di uccelli marini sull'isola, poiché lo stretto tra Šikotan e Ajvazovskogo può essere facilmente superato dall'unico predatore terrestre locale: la volpe rossa.